# 꽃탕
《꽃탕》은 대한민국의 JTBC의 프로그램이다. 중년의 새로운 사랑 찾기를 그리는 신개념 커플링 버라이어티 프로그램이다.

## 방송 일정
- 2012년 7월 9일 ~ 2012년 7월 23일 : 매주 월요일 밤 11시
- 2012년 8월 3일 ~ 2012년 11월 2일 : 매주 금요일 오후 8시 40분